# نزيزوه مدللة روتلدج
نزيزوه مدللة روتلدج (بالإنجليزية: Nozizwe Madlala-Routledge)‏ (من مواليد 29 يونيو 1952) هي سياسية من جنوب أفريقيا كانت نائب وزير جنوب افريقيا للدفاع من 1999 إلى أبريل 2004 وكيل وزارة الصحة من أبريل 2004 إلى أغسطس 2007. أقالها الرئيس ثابو مبيكي من مجلس الوزراء في 8 أغسطس 2007، وبعدما احتفاظت على دورها كعضو في البرلمان وتمثلون حزب المؤتمر الوطني الأفريقي. في 25 سبتمبر 2008، أصبحت نائب رئيس الجمعية الوطنية، خدمة في هذا المنصب حتى استقالتها من البرلمان في وقت مبكر في مايو 2009.
كانت عضوا في الحزب الشيوعي في جنوب أفريقيا منذ عام 1984.